# Pfaff Ferenc (építész, 1851–1913)
Pfaff Ferenc, születési nevén Franz Pfaff (Mohács, 1851. november 19. – Budapest, 1913. augusztus 21.) építész, műegyetemi tanár, a MÁV főépítésze.

## Életpályája
A budapesti József nádor Műegyetemen Steindl Imre volt a mestere, 1880-ban szerzett építész oklevelet. Pályája kezdetén néhány kisebb épületet tervezett, köztük a svábhegyi római katolikus templomot. 1887-től a Magyar Államvasutaknál dolgozott, ahol később a magasépítményi osztály vezetője, majd a Kereskedelemügyi Minisztérium építésze lett. 1887–1907 között munkatársaival 20 nagyállomás és számtalan kisebb állomás tervezését és kivitelezését végezte, irányította a reneszánsz eklektika jegyében. Méltóságteljes megjelenésű, arányos kivitelezésű pályaudvarokat tervezett. A győri, a kassai pályaudvart, valamint a miskolci Tiszai pályaudvart átépítette. Még számos középület és templom tervezését és építkezését is vezette.

## Állomásépületeinek listája
| Kép | Épület                                        | Építési idő | Megjegyzés |
| --- | --------------------------------------------- | ----------- | --- |
|     | Arad vasútállomás                             |             | |
|     | Bátaszék vasútállomás                         |             | |
|     | Cegléd vasútállomás                           | 1909        | |
|     | Celldömölk vasútállomás                       |             | |
|     | Csap vasútállomás                             |             | |
|     | Debrecen vasútállomás (régi állomásépület)    |             | Az 1944-es amerikai szőnyegbombázás során elpusztult. |
|     | Fiume vasútállomás                            | 1890        | A tervező nevét emléktábla őrzi. |
|     | Füzesabony vasútállomás                       | 1893        | A tervező nevét emléktábla őrzi. |
|     | Gyimes vasútállomás                           |             | A tervező nevét emléktábla őrzi. |
|     | Győr vasútállomás                             |             | Át lett építve. |
|     | Kaposvár vasútállomás                         | 1899–1900   | 2015–2017-ben felújították. |
|     | Károlyváros vasútállomás                      |             | |
|     | Kassa vasútállomás (régi)                     |             | A 20. század '70-es éveiben lebontották, a helyére épült a jelenlegi állomásépület |
|     | Kisújszállás vasútállomás                     | 1903        | |
|     | Kolozsvár vasútállomás                        | 1902        | |
|     | Lipótvár vasútállomás                         |             | |
|     | Miskolc, Gömöri pályaudvar                    | 1899        | Leromlott állapotban van. |
|     | Miskolc, Tiszai pályaudvar                    | 1901        | Át lett építve. |
|     | Nagykároly vasútállomás                       |             | |
|     | Nyíregyháza vasútállomás (régi állomásépület) | 1910        | A második világháborúban Pfaff épülete megsemmisült. |
|     | Pécs vasútállomás                             | 1900        | 2015-ben felújították. A tervező nevét emléktábla őrzi. |
|     | Piski vasútállomás                            |             | |
|     | Pozsony főpályaudvar                          |             | 1960-ban egy átépítési hullám során az eklekticizmus összes jegyét eltüntették róla, majd 1987-ben egy előcsarnokot építettek elé. Tervben van Pfaff eredeti tervei szerinti visszaállítása. |
|     | Sátoraljaújhely vasútállomás                  |             | |
|     | Szatmárnémeti vasútállomás                    |             | A tervező nevét emlékoszlop őrzi. |
|     | Szeged vasútállomás                           | 1902        | 2006-ban Pfaff eredeti tervei szerint felújították. |
|     | Szolnok vasútállomás (régi pályaudvarépület)  |             | 1974-ben lebontották. |
|     | Temesvár, Temesvár-Északi pályaudvar          |             | A II. világháborúban megsérült épületet az eredeti terveknek megfelelően állították helyre, de az 1970-es években egy modern állomásépületet emeltek a helyén                                |
|     | Versec vasútállomás                           |             | |
|     | Zágráb főpályaudvar                           | 1890–1892   | 2006-ban felújították. |
|     | Zsombolya vasútállomás                        |             | |

## Egyéb épületei

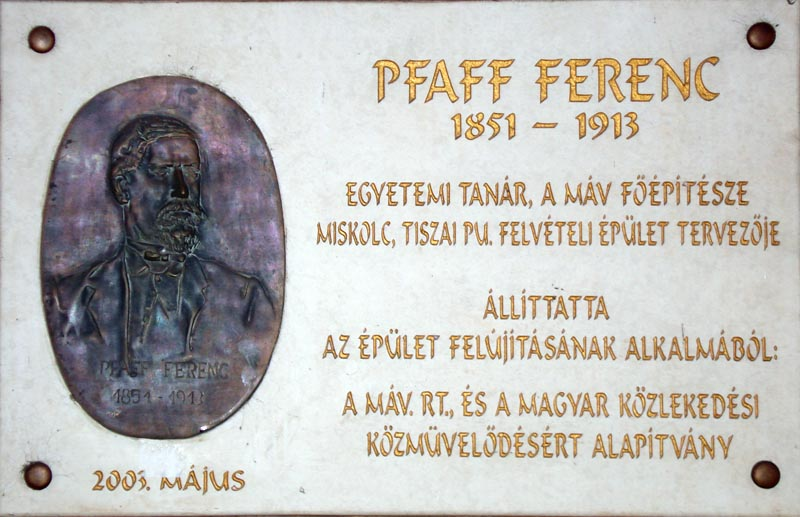
Emléktáblája a miskolci Tiszai pályaudvar falán

| Kép | Épület | Építési idő | Megjegyzés                                                                |
| --- | --- | ----------- | ------------------------------------------------------------------------- |
|     | Szeged, MÁV Igazgatóság | 1894        | Pfaff nevét emléktábla őrzi.                                              |
|     | Budapest, az Ezredévi Kiállítás Közlekedési Csarnoka, a későbbi Közlekedési Múzeum | 1896        | 1944-ben részlegesen elpusztult. Többi részét 2016–2017-ben bontották el. |
|     | Budapest, a svábhegyi római katolikus templom tornya | 1886        | Az épületet Ybl Miklós tervezte 1860-ban.                                 |
|     | Budapest, az 1885-ös országos kiállítás képzőművészeti épülete, az egykori Műcsarnok, amely később a Fővárosi Múzeumnak adott otthont a második világháború végéig. Ma Millennium háza néven ismert | 1885        | 2017–2019-ben felújították.                                               |